# PEX11B
La proteína de membrana peroxisomal 11β (PEX11βp) (Peroxisomal membrane protein 11B) es una proteína codificada en humanos por el gen PEX11β. Esta molécula es una peroxina perteneciente a la familia de las proteínas PEX11, y es la isoforma más estudiada hasta el momento. La importancia de estas proteínas se debe a su función en la división peroxisomal, donde juegan un papel esencial en los procesos de biogénesis y fusión de los peroxisomas, especialmente en condiciones fisiológicas normales.  Su ausencia impide la correcta multiplicación de dicho orgánulo, con una considerable repercusión en el metabolismo celular de los ácidos grasos y la detoxificación celular, además de inhibir algunas de las funciones específicas de los peroxisomas, dando lugar a enfermedades metabólicas graves. La contribución de las PEX11βp al mantenimiento de las funciones y proliferación peroxisomal ha sido esencial a lo largo de la evolución. Su presencia en diferentes especies y sus cambios estructurales son prueba de su adaptación a las necesidades metabólicas de los organismos.

## Gen PEX11β
Los genes PEX codifican proteínas y factores que intervienen en la biogénesis peroxisomal. Las proteínas sintetizadas a partir de estos genes ayudan a la proliferación de este orgánulo y constituyen la membrana que separa el peroxisoma del resto del medio celular. El gen PEX11 codifica las proteínas PEX11, entre las cuales se encuentra la proteína PEX11β. Este gen está ubicado en el brazo q del cromosoma 1 (humano),  (brazo largo del cromosoma), en la banda 21, sub-banda 1; utilizando la sintaxis del locus, de manera resumida: 1q21.1. 
La expresión de este gen está regulada por diversas señales celulares y factores de transcripción, entre los cuales destaca el ácido oleico. Este compuesto, además de ser un componente esencial de las membranas plasmáticas, contribuyendo a su fluidez, interviene en diversos procesos metabólicos y fisiológicos en el cuerpo humano.   El ácido oleico contribuye a la aceleración de la beta-oxidación de ácidos grasos al estimular la transcripción del gen PEX11β, clave en la biogénesis de peroxisomas, orgánulos esenciales para esta vía metabólica.

## Localización y estructura
La proteína PEX11β se encuentra integrada en la membrana de los peroxisomas, con varias regiones transmembrana que la mantienen anclada en la bicapa lipídica, así como también algunos dominios externos a esta bicapa que están en contacto con el citoplasma. Esta ubicación específica es esencial para su función de regulación de la dinámica del orgánulo, ya que permite a PEX11βp interactuar con otras proteínas de membrana y del citoplasma mediante los dominios funcionales citoplasmáticos, que participan en la morfogénesis de los peroxisomas.
Sus dominios transmembrana se presentan en forma de hélices alfa hidrofóbicas, a diferencia del resto de dominios que se encuentran en el citoplasma, que son de carácter hidrofílico. Estudios de predicción y experimentación sobre la topología de esta proteína sugieren la presencia de dos dominios transmembrana (TMD): uno localizado entre los aminoácidos 90-110 y otro entre los aminoácidos 230-255, con ambos extremos (N-terminal y C-terminal) expuestos en el citoplasma. La región N-terminal abarca aproximadamente 84 aminoácidos.
De manera similar a otras proteínas PEX11, la PEX11βp contiene hélices alfa anfipáticas en su estructura, que suelen aparecer semi-ancladas en la superficie de la membrana, con la parte hidrofóbica en su interior. Estas estructuras se han relacionado con la elongación de la membrana con fines funcionales.  Las regiones N-terminales están mayormente relacionadas con una estructura de alfa-hélice anfipática, mientras que las regiones C-terminales se relacionan más con una estructura de alfa-hélice hidrofóbica.

## Función
La familia de proteínas PEX11, también conocida como Proliferadores de Peroxisomas de Tipo PEX11p (PPP), cumple varias funciones cruciales en la síntesis de los peroxisomas en mamíferos y está estrechamente relacionada con afecciones en la morfología y dinámica peroxisomal. Las PEX11p son peroxinas esenciales en las células eucariotas, que regulan el número de estos orgánulos, controlando en su proliferación.
Los peroxismas pueden ser sintetizados a través del crecimiento y la división de orgánulos preexistentes o a través de la síntesis de novo. El primer proceso consiste en la deformación, elongación y constricción de la membrana peroxisomal, y, posteriormente, la escisión de esta misma generando nuevas vesículas pre-peroxisomales, que serán sometidas a un proceso de maduración.

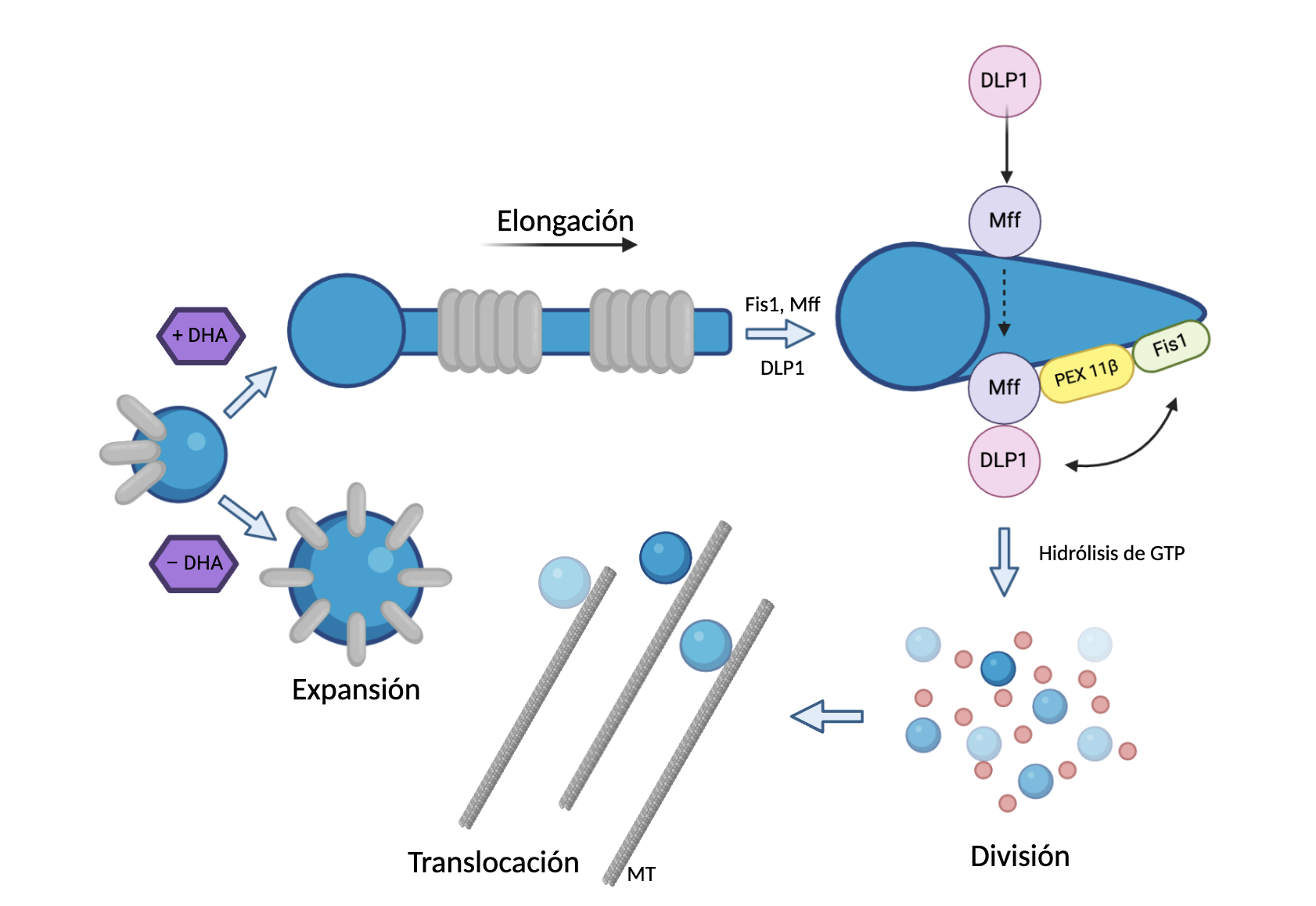
Papel de la PEX11B y del DHA en la proliferación peroxisomal (imagen generada con BioRender).

El proceso de división peroxisomal empieza cuando un peroxisoma maduro se alarga debido a la deformación de su membrana, que adopta una forma tubular. Durante esta etapa, se añaden proteínas adicionales al peroxisoma para fortalecer su crecimiento. La PEX11βp  modela la membrana y desempeña un papel crucial en la elongación del peroxisoma, además de ser responsable de su forma esférica, ya que facilitan su curvatura en el momento previo a la escisión. Sus dominios en el extremo N-terminal son anfipáticos, lo que significa que tienen regiones hidrofóbicas e hidrofílicas, lo que ayuda a deformar la membrana.
La dimerización y oligomerización de las PEX11βp son procesos necesarios para la elongación de la membrana del peroxisoma, preparándolo para el momento de la división. El ácido docosahexaenoico (DHA) facilita la formación de estos oligómeros, creando regiones enriquecidas con esta proteína, que posteriormente iniciarán la elongación del peroxisoma. En presencia de DHA, se favorece la acumulación de PEX11βp en la membrana, mientras que en su ausencia, el peroxisoma crece sin elongarse.

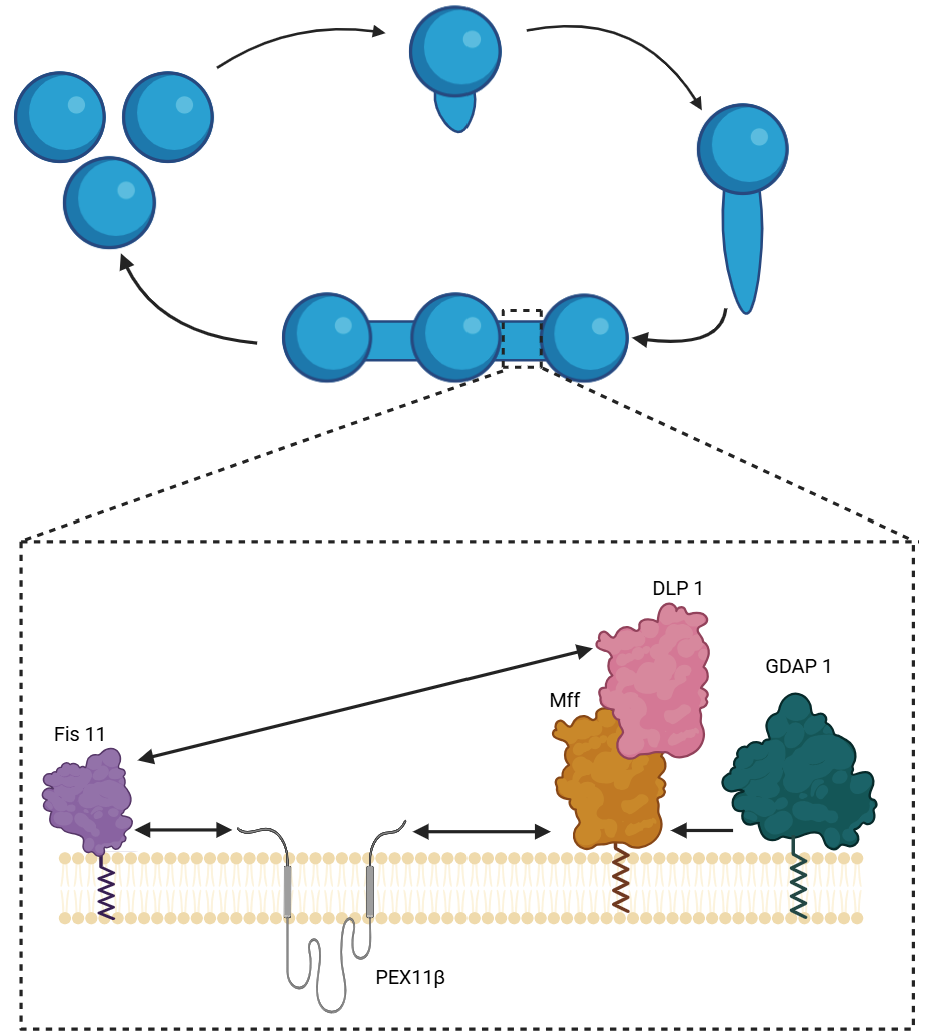
Mecanismos moleculares de la proliferación peroxisomal, rol de la proteína PEX11β (imagen creada con BioRender).

Seguidamente, se produce la elongación del peroxisoma. La PEX11βp se organiza en la membrana del peroxisoma en una estructura que facilita la prolongación en una dirección. Este es el primer paso para que el peroxisoma se divida en unidades más pequeñas, que se da gracias a una deformación de la membrana del peroxisoma, que depende de las hélices α en la parte N-terminal de PEX11βp. A continuación se reclutan el factor de fisión mitocondrial (Mff) y la proteína 1 de fisión mitocondrial (Fis1), localizados en las áreas donde la membrana se ha contraído. Mff tiene la función de reclutar a la dinamina Drp1, una proteína crucial para la fisión de la membrana. Puesto que los peroxisomas utilizan maquinaria mitocondrial para dividirse, la proteína PEX11β facilita la interacción entre estos factores (Fis1 o Mff) y las dinaminas Drp1 (también conocidas como DLP1) necesarias en este proceso.  Así se forma el complejo funcional Pex11β, Mff, y DLP1 que promueve la fisión del peroxisoma mediada por Mff y organiza la maquinaria para fraccionar el peroxisoma en partes más pequeñas.
Finalmente, se da la hidrólisis del GTP y la división peroxisomal. La proteína DLP1, una GTPasa, hidroliza GTP para liberar energía, permitiendo que las membranas peroxisomales se dividan. Es decir, DLP1 desencadena la oligomerización dependiendo de la GTPasa y la posterior escisión. Los peroxisomas hijos son translocados a través de los microtúbulos.

## Patología molecular
Los peroxisomas participan en numerosos procesos como: el metabolismo lipídico y del peróxido de hidrógeno (H2O2), el desarrollo celular, varias respuestas frente a estrés, trastornos relacionados con la edad y la inmunidad antiviral innata. Por este motivo, las mutaciones en genes que codifican por factores peroxisomales, incluyendo el gen PEX11β, pueden causar múltiples complicaciones graves.

### Metabolismo lipídico
Un déficit del gen PEX11β u otros factores involucrados en el metabolismo lipídico, como el factor DLP1 o la nucleósido-difosfato-quinasa 3 (NDK3), puede provocar una morfología anormal de los peroxisomas.  Por ello se han podido observar peroxisomas tubulares o alargados en fibroblastos de pacientes con esta deficiencia.
Un estudio realizado en 2022 determinó que la distribución de los ácidos grasos poliinsaturados y de algunos fosfolípidos en organismos con una mutación en el gen PEX11β difería a la de organismos no afectados. Mediante la técnica de bloqueo de genes, se observó que los ratones que carecían de PEX11β presentaban un alto nivel de plasmalógenos con ácido oleico, mientras que se observaba un bajo nivel de plasmanilcolina con ácido docosahexaneoico (DHA), fosfatidilcolina y plasmalógenos que contenían DHA y ácido araquidónico. Además, se advirtió que muchos de los ratones afectados morían poco tiempo después de su nacimiento.
El DHA, que está formado a partir del ácido tetracosahexaneoico a través de un ciclo de β-oxidaciones en los peroxisomas, induce la hiperoligomerización de la proteína PEX11β, lo que provoca un aumento en las escisiones de peroxisomas. Por lo tanto, si se produce un descenso en el nivel de DHA, no se pueden producir suficientes escisiones, dando lugar a peroxisomas con una morfología anormal.

### Trastornos del espectro Zellweger
Los pacientes con trastornos del espectro Zellweger (ZSD) presentan una teratogénesis en el sistema nervioso central, que suele ir acompañado de convulsiones, hipotonía, pérdida de audición y cataratas. Desde el punto de vista bioquímico, manifiestan anormalidades como la acumulación de cadenas de ácidos grasos excesivamente largas en el plasma y la reducción de plasmalógenos en eritrocitos. En consecuencia, se suelen usar estos parámetros en las pruebas diagnósticas.   No obstante, se han contemplado casos en los que individuos con una mutación homozigota o heterozigota sin sentido en el gen PEX11β, que padecían de graves afecciones del sistema nervioso central y presentaban un defecto en la división y morfología peroxisomal, expresaban un metabolismo aparentemente normal o ligeramente variado.
En los últimos años, de los cinco pacientes que han sido diagnosticados con déficit de PEX11β, solo dos presentaban ligeras anormalidades metabólicas, incluyendo una reducción en los plasmalógenos y una sutil elevación en el número de cadenas de ácidos grasos largas. Si bien, algunos análisis más detallados han confirmado una clara diferencia en la composición de los ácidos grasos de los fosfolípidos de las muestras. 